# Gene Chandler
Gene Chandler, född Eugene Drake Dixon den 6 juli 1937 i Chicago i Illinois, är en amerikansk soul- och rhythm and bluessångare, mest känd för låten "Duke of Earl", utgiven 1962, som låg som nummer ett på Billboard Hot 100-listan i tre veckor.

## Diskografi
Singlar (topp 10 på Billboard Hot Rhythm and Blues Singles)
- 1962 – "Duke of Earl" (#1, också #1 på Billboard Hot 100)
- 1964 – "Just Be True" (#4)
- 1965 – "Nothing Can Stop Me" (#3)
- 1965 – "Rainbow '65" (#2)
- 1966 – "I Fooled You This Time" (#3)
- 1967 – "To Be a Lover" (#9)
- 1970 – "Groovy Situation" (#8)
- 1978 – "Get Down" (#3)